# 平井久丸
平井 久丸（ひらい ひさまる、1952年8月 - 2003年8月23日）は、日本の医学者。東京大学大学院医学系研究科血液・腫瘍病態学教授。専門は血液学。
分子生物学の手法を東京大学医学部第三内科に導入し、臨床面では血液疾患の治療法を発展させ、研究面でも数々の成果を挙げる。1995年ベルツ賞2等賞　1998年持田記念学術賞受賞。

## 経歴
- 1971年 - 東京教育大学附属駒場高等学校卒業
- 1979年 - 東京大学医学部卒業
- 1984年 - 東京大学医学部第三内科助手
- 1990年 - 東京大学医学部第三内科講師
- 1996年 - 東京大学医学部附属病院無菌治療部助教授
- 2003年 - 東京大学大学院医学系研究科血液・腫瘍内科教授
  - 同年8月23日、心筋梗塞のため死去[1]。